# Eric Filia
Eric Robert Filia (Carlsbad, 6 de julho de 1992) é um jogador de beisebol estadunidense, que joga na posição de defensor externo (outfielder).

## Carreira
Filia compôs o elenco da Seleção dos Estados Unidos de Beisebol nos Jogos Olímpicos de Verão de 2020 em Tóquio, onde conquistou a medalha de prata após confronto contra a equipe japonesa na final da competição.